# Xicotencatl al II-lea
Xicotencatl al II-lea Axayacatzin, cunoscut și ca Xicotencatl cel Tânăr, (n. 1484 - d. 12 mai 1521), a fost un prinț și lider militar, având  titlul probabil de Tlacochcalcatl, al statului precolumbian, Tlaxcallan, în vremea cuceririi spaniole a Mexicului.

## Nume
Numele lui Xicohténcatl Axayacatzin este format din două cuvinte: "xikohtli", care înseamnă bondar, și "tenko", care se traduce prin margine. Însemnătatea numelui său poate fi interpretată în mai multe moduri. Cronicarii din Indii l-au numit "el Mozo" pentru a-l diferenția de tatăl său, Huehue Xicohténcatl, domnitorul din Tizatlán.

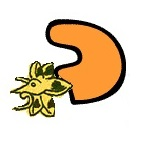
Scrierea grafică a numelui Xicohténcatl

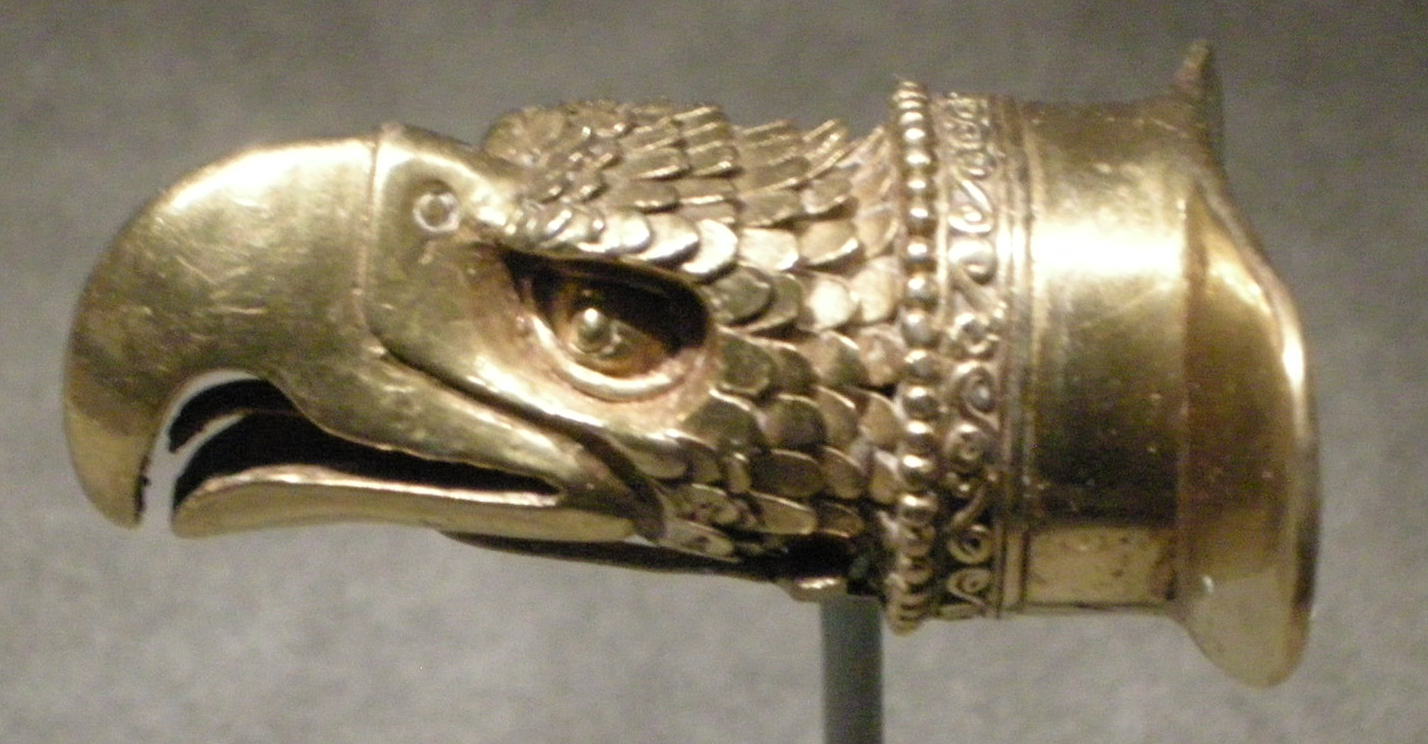
Ornament din aur pentru buze în formă de cap de vultur din cultura mixteco-mexicană, realizat in aur, 1200-1521 d.Hr.

În scrierea grafică, numele său este compus din simbolul xikohtli, care reprezintă bondarul, și din simbolul tentli, care simbolizează buza. Acesta din urmă servește drept simbol mnemotehnic pentru tentetl, un tip de ornament pentru buze. Astfel, numele Xicohténcatl poate fi interpretat ca "cel care poartă un bezote în formă de bondar".
O altă posibilă interpretare a numelui său, derivând tot din termenul "xikohtli", care înseamnă bondar, și din "tentli", care se traduce prin țărm, este "cel care stă lângă jicote". Această interpretare se bazează pe faptul că bondarii sunt adesea găsiți în apropierea țărmului.

## Biografie
Xicohtencatl Axayacatzin s-a născut la sfârșitul secolului al XV-lea în Tizatlan, un oraș important în cadrul națiunii tlaxcalane din centrul Mexicului. Tatăl său - Xicohtencatl cel Bătrân, a fost și el un lider important în războaiele dintre tlaxcalani și azteci.
La sosirea spaniolilor în Mexic în 1519, Xicohténcatl Axayacatzin era deja un comandant militar experimentat și respectat. 

### Confruntările cu Cortes
Atunci când Hernán Cortés a cerut permisiunea tlaxcalanilor de a traversa teritoriul lor în drumul lor spre Tenochtitlan, prin intermediul unei ambasade conduse de patru șefi zempoaltec, Xicohténcatl Axayacatzin s-a opus vehement. În timp ce suveranul din Ocotelulco, Maxixcatzin, a susținut o alianță, Xicohténcatl a decis să lupte împotriva spaniolilor.
La data de 2 septembrie 1519, Xicohténcatl l-a înfruntat pe Cortés în orașul Tecohuactzinco, dar fără succes. În ziua următoare, a avut loc o bătălie în aceeași zonă, dar forțele tlaxcalane nu au reușit să învingă. Dezertarea diviziilor din Ocotelulco și Tepeticpac din cauza intrigilor lui Maxixcatzin a slăbit forțele lui Xicohténcatl. În ciuda faptului că Xicohténcatl credea că spaniolii sunt învinși cu sprijinul Soarelui, a încercat să-i învingă într-o bătălie nocturnă, dar a pierdut și această luptă.
Din cauza oboselii extreme a trupelor spaniole și a aliaților lor cempoaltec, care au fost supuși atacurilor continue ale tlaxcalanilor, Xicohténcatl a decis să mai încerce încă un atac. Cu toate acestea, senatul tlaxcalan a evaluat ineficiența bătăliilor anterioare și riscul iminent pentru satele din apropiere din cauza raidurilor nocturne ale spaniolilor și a decis să ofere pace lui Cortés. Xicohténcatl Axayacatzin a primit ordin să suspende ostilitățile. Pacea a fost semnată la Tecohuactzinco la data de 17 septembrie 1519 și a fost încheiată în termenii unei alianțe amicale între cele două națiuni.

### Alianța cu spaniolii
Odată ce s-a convenit pacea, Hernán Cortés a sosit cu armata sa în Tizatlán la 23 septembrie 1519. Xicohténcatl cel Bătrân le-a rezervat noilor săi aliați o locuință în palatul său, unde le-a oferit diverse cadouri. În timpul șederii lor, alianța dintre tlaxcalani și spanioli s-a consolidat, iar aceștia au oferit-o pe Tecuelhuetzin, sora lui Xicohténcatl, în căsătorie lui Pedro de Alvarado, mâna dreaptă a lui Cortés.
Mai târziu, Xicohténcatl a comandat forțele tlaxcalane care i-au însoțit pe spanioli la cucerirea Tenochtitlanului, capitala mexica, dușmanii tradiționali ai lui Tlaxcallan. Relațiile dintre Cortés și Xicohténcatl Axayacatzin au fost dificile încă de la primele lor contacte.
Xicohténcatl, care aparținea facțiunii tlaxcalane din Tizatlan, avea fricțiuni nu numai cu Maxixcatzin din altépetl din Ocotelulco, ci și cu propriul său tată și cu generalul său Chichimecatecuhtli, toți simpatizanți ai invadatorilor europeni. Aceste situații aveau să fie factori în dezertarea sa ulterioară din trupele aliate hispano-tilaxcalane.

### Moartea
În timp ce Cortés se afla în Texcoco, Xicohténcatl a dezertat din armată.  Cortés a trimis un grup pentru a-l prinde și a-l executa prin spânzurare, ceea ce s-a întâmplat la 12 mai 1521 în ținuturile vasale din Texcoco.
Potrivit cronicarului Diego Muñoz Camargo, Xicohténcatl a dezertat pentru a se întâlni cu o femeie cu care avea o relație, ceea ce a fost considerat o încălcare a datoriei și a ofensat atât tlaxcalacii, cât și spaniolii. Această acțiune a precipitat execuția sa.
Unii autori îl consideră pe Xicohténcatl cel Tânăr ca fiind unul dintre cele mai mari simboluri ale rezistenței popoarelor mesoamericane, datorită curajului și istețimii cu care și-a opus inițial rezistenței la asaltul spaniol și pentru că a fost unul dintre puținii care a înțeles adevărata amploare a invaziei.